# Gloucester Courthouse
Gloucester Courthouse es un lugar designado por el censo situado en el condado de Gloucester, Virginia  (Estados Unidos). Según el censo de 2010 tenía una población de 2.951 habitantes.

## Demografía
Según el censo del 2000, Gloucester Courthouse tenía 2.269 habitantes, 857 viviendas, y 561 familias. La densidad de población era de 125,3 habitantes por km².
De las 857 viviendas en un 28,1%  vivían niños de menos de 18 años, en un 51,3%  vivían parejas casadas, en un 11% mujeres solteras, y en un 34,5% no eran unidades familiares. En el 30,6% de las viviendas  vivían personas solas el 15,5% de las cuales correspondía a personas de 65 años o más que vivían solas. El número medio de personas viviendo en cada vivienda era de 2,28 y el número medio de personas que vivían en cada familia era de 2,82.
Por edades la población se repartía de la siguiente manera: un 20% tenía menos de 18 años, un 5,5% entre 18 y 24, un 23,7% entre 25 y 44, un 23,8% de 45 a 60 y un 27,1% 65 años o más.
La edad media era de 46 años.  Por cada 100 mujeres de 18 o más años  había 71,3 hombres.
La renta media por vivienda era de 40.292$ y la renta media por familia de 56.406$. Los hombres tenían una renta media de 43.971$ mientras que las mujeres 26.477$. La renta per cápita de la población era de 20.749$. En torno al 4,3% de las familias y el 6,2% de la población estaban por debajo del umbral de pobreza.

## Localidades adyacentes
El siguiente diagrama muestra a las localidades más próximas a Gloucester Courthouse.